# Християнсько-демократичний рух
Християнсько-демократичний рух (словац. Kresťanskodemokratické hnutie, KDH) — християнсько-демократична політична партія в Словаччині. Партія була створена 17 лютого 1990 на установчому з'їзді в Нітрі. Першим головою партії став Ян Чарногурський. Вже в березні 1990 року через розбіжності партію покинули представники угорської меншини, що заснували власну християнсько-демократичну партію. Партія входила в правлячі коаліції Мікулаша Дзурінди в 1998–2006 роках. Після виборів 2006 року партія перейшла в опозицію. У сформований після виборів 2010 року уряд Івети Радічової увійшли 3 представники ХДД. Після виборів 2012 року знову в опозиції.
На парламентських виборах 2016 року партія набрала 4,94 % голосів. Вона не подолала прохідний бар'єр і не пройшла в парламент.

### Європейський парламент
У Європарламенті партія входить до фракції Європейської народної партії.
Після виборів 2004 року ХДР була представлена в Європарламенті 3 депутатами з 14 відведених для Словаччини місць.
Після виборів 2009 року партія була представлена в Європарламенті 2 депутатами з 13 відведених для Словаччини місць (Ганна Заборська і Мирослав Міколашик).
Після виборів 2014 року партія була представлена в Європарламенті 2 депутатами з 13 відведених для Словаччини місць (Ганна Заборська та Іван Штефанець).

### Лідери
З червня 2016 року ХДР очолює підприємець та колишній депутат парламенту Алойз Хліна.
З 2009 по 2016 рік партію очолював Ян Фігель. У 2004–2009 був європейським комісаром з освіти та культури.